# Susanne Hoffmann (Videokünstlerin)

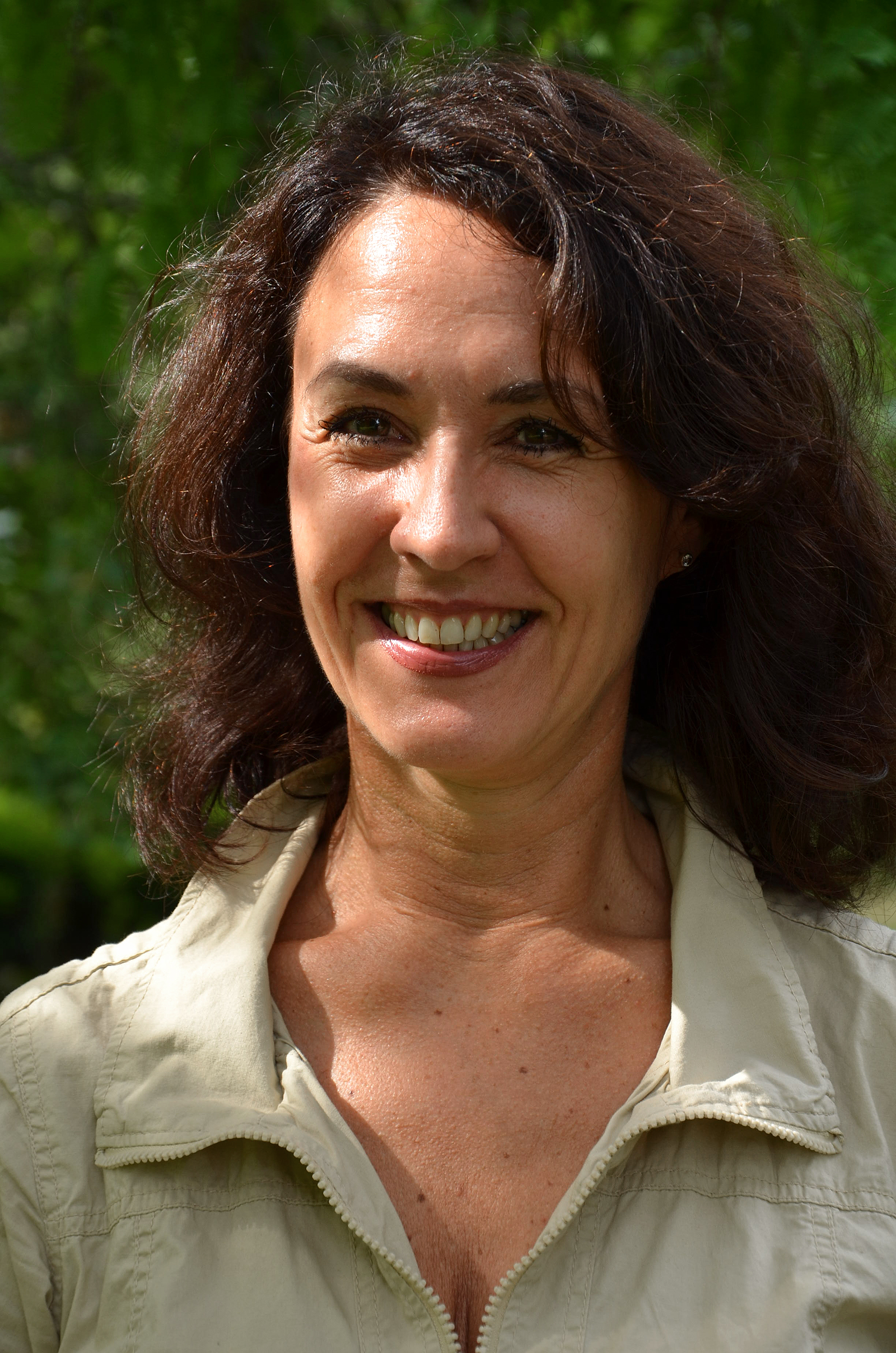
Susanne Hoffmann

Susanne Hoffmann (* 1966 in Langenhagen) ist eine deutsche Foto-, Video- und Installationskünstlerin. Sie lebt und arbeitet im Atelier der Eisfabrik in der Südstadt von Hannover.

## Leben
Nach ihrem Abitur besuchte Susanne Hoffmann von 2005 und 2006 die Hochschule für Bildende Künste Braunschweig und setzte von 2007 bis 2010 ihr Studium der Freien Bildenden Kunst, Fotografie und Video fort an der University of Applied Sciences Ottersberg unter den Professoren Michael Dörner und Jochen Stenschke. Sie schloss mit Diplom ab.
Susanne Hoffmann ist Mitglied im BBK Hannover. Ihre Arbeiten sind vertreten in nationalen wie internationalen Ausstellungen und finden sich sowohl in privaten wie auch in öffentlichen Sammlungen.
Seit Anfang August 2013 ist ihre Video-Installation timeless in der Gemeinschaftsausstellung WasserKunst: Zwischen Deich und Teich in der historischen Parkanlage vom Edelhof Ricklingen zu sehen. Hierzu ist im Ausstellungskatalog vermerkt:

„Die Videoarbeit timeless zeigt eine traumhafte Reise eines weiblichen Wesens in einer surrealen, phantastischen Welt unter Wasser. Der Faktor Zeit - Generationengrenze - scheint aufgehoben. Die Schwerelosigkeit durch das Element Wasser und die zum Teil starke Verlangsamung der Bilder verstärken den Eindruck von Metamorphose und Transzendenz.“

## Ausstellungen (Auswahl)

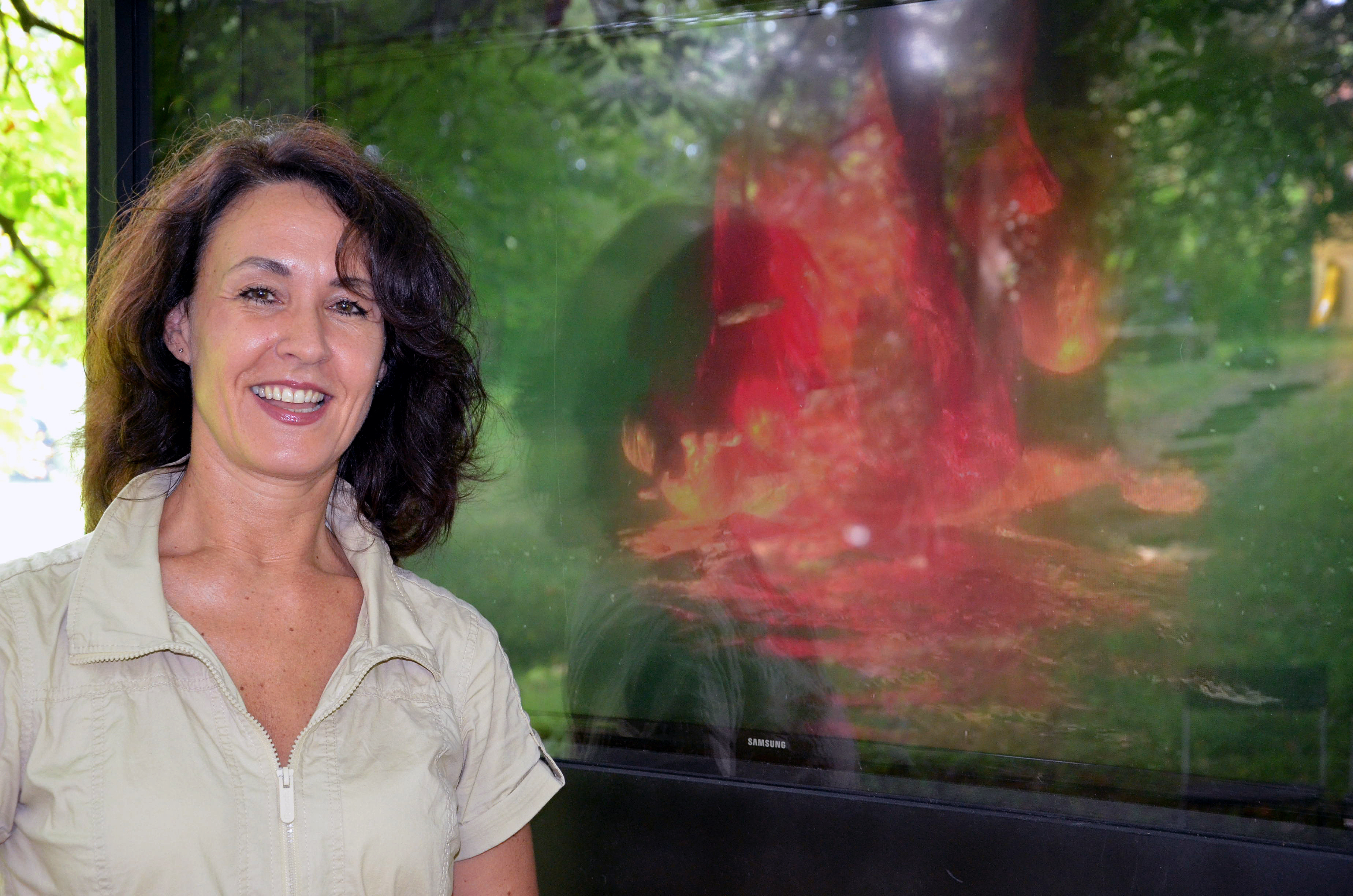
Susanne Hoffmann vor ihrer Videoinstallation timeless in der im August 2013 gezeigten Ausstellung WasserKunst: Zwischen Deich und Teich auf dem Edelhof Ricklingen in Hannover

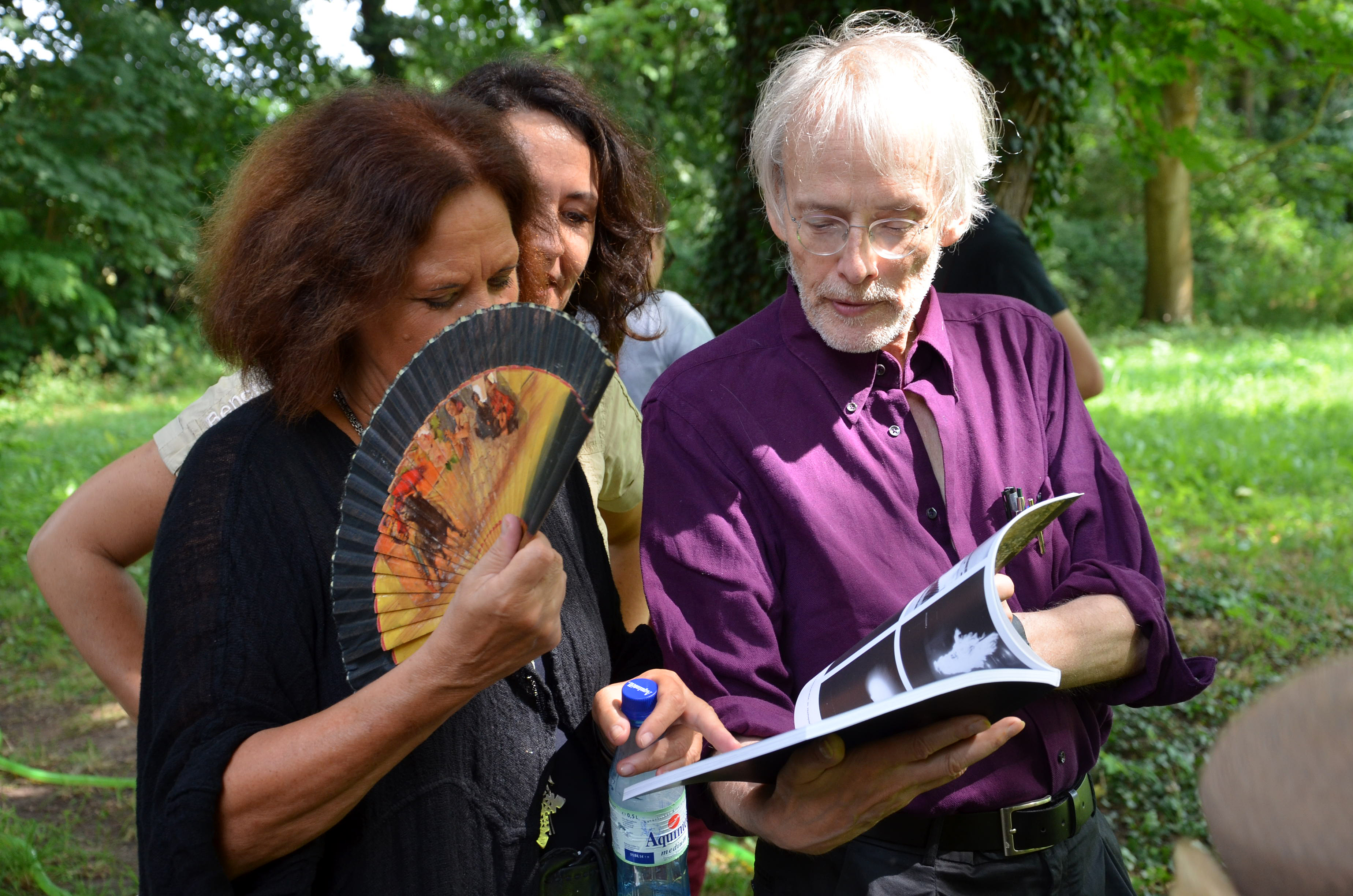
Künstlerkollegen beim Blick in einen Ausstellungskatalog (von links): Dagmar Brand (Kuratorin), Susanne Hoffmann und Timm Ulrichs

Sofern nicht anders angegeben, sind die Angaben dem Katalog zu der im August 2013 gezeigten Gemeinschaftsausstellung WasserKunst. Zwischen Deich und Teich ... (siehe Literatur) entnommen. Einzelausstellungen sind mit E gekennzeichnet, ein eigenständiger Ausstellungskatalog mit K:
2013:
- WasserKunst. Zwischen Deich und Teich, Edelhof Ricklingen, Hannover (K)
- Neues aus hannoverschen Ateliers III, Eisfabrik, Hannover

2012/13:
- Wintergärten V - H2O, Güntherstraße, Hannover (K)
- Out of Ostrale, Belgien, Tschechien, und Sizilien
- Memorabilia, Club Venezolano Aleman, Venezuela
- room + style, Cool Silicon Art Award 2011, Dresden
- insight blau, zimmer und kunst und andere, Hamburg (E)
- Neues aus hannoverschen Ateliers II, Eisfabrik, Hannover
- Ich packe meinen Koffer ..., Eisfabrik, Hannover

2011:
- Ostrale´ 011, International Exhibition of Contemporary Arts, Dresden
- EinSicht, Kunst in der Weißen Halle, Eisfabrik, Hannover (E)
- Bremer Kunstfrühling, Bremen
- Die Mädchen singen tralala, Eisfabrik, Hannover

2010:
- Silent Position in Shikaoi, Hokkaidō, Japan
- Internationales Projekt mit der Universidad del Zulia, Venezuela
- Stille Position, Velada Santa Lucia 2010, Maracaibo, Venezuela
- Mücken drücken und Kröten lecken, Kunsthalle Faust, Hannover
- Kunstpreis 2010, Kunstverein Fischerhude
- Examensausstellung, Kabawerk, Bremen (E)
- Lust 2010, Bazonnale, Weimar
- einverleibt, zweiverleibt, dreiverleibt, Die Glocke, Bremen